# Frédéric-Henri-Guillaume de Schleswig-Holstein-Sonderbourg-Glücksbourg
Frédéric-Henri-Guillaume de Schleswig-Holstein-Sonderbourg-Glücksbourg (né le 15 mars 1747 et mort le 13 mars 1779) est le dernier membre de la première lignée ducale de Schleswig-Holstein-Sonderbourg-Glücksbourg.

## Biographie
Frédéric-Henri-Guillaume est le fils du duc Frédéric de Schleswig-Holstein-Sonderbourg-Glücksbourg. À l'exemple de son père, il effectue une carrière dans l'armée danoise, et devint capitaine en 1767, colonel de cavalerie en 1768 chevalier de l'Ordre de l'Éléphant en 1773 et il est nommé major général en 1776. Il succède à son père comme duc le 10 novembre 1766 mais il meurt lui-même sans héritier 13 mars 1779. Après son décès, par une convention dynastique antérieure, ses domaines retournent à la couronne de Danemark.

## Union
Il épouse le 9 août 1769 à Sarrebruck Anne-Caroline de Nassau-Sarrebruck (1751-1824), fille de Guillaume-Henri II de Nassau-Sarrebruck. Après sa mort, la duchesse Anne-Caroline se remarie avec le général danois Frédéric-Charles-Ferdinand de Brunswick-Wolfenbüttel-Bevern (décédé en 1809) et meurt au château de Glücksbourg le 12 avril 1824.